# Xã Brown, Quận Montgomery, Indiana
Xã Brown (tiếng Anh: Brown Township) là một xã thuộc quận Montgomery, tiểu bang Indiana, Hoa Kỳ. Năm 2010, dân số của xã này là 1.719 người.